# Seelbach (Haiger)
Seelbach oder Haigerseelbach ist ein Stadtteil von Haiger im mittelhessischen Lahn-Dill-Kreis.

## Geographie

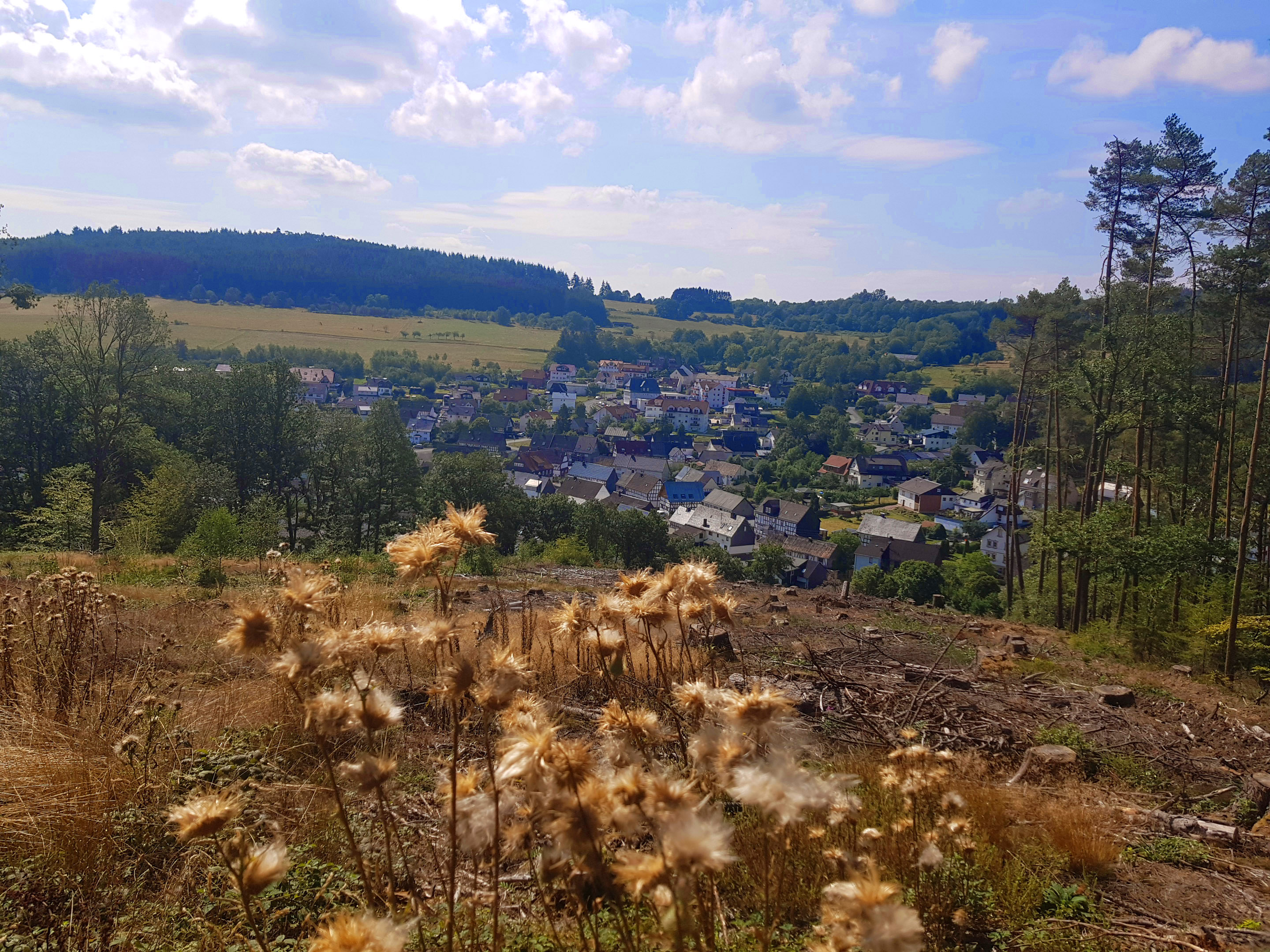
Haiger-Seelbach vom Hattenberg aus

Der Ort liegt im Dreiländereck Hessen/Nordrhein-Westfalen/Rheinland-Pfalz.
Die Gemarkung Seelbach hat 789,52 ha Fläche. Charakteristisch für die umliegende Gegend ist der hohe Waldanteil. Besonders erwähnenswert ist der „Staatswald Kalteiche“, der sich an der Kalteiche (579,3 m) befindet. Im Dorf- und Hausbuch findet sich folgende Mitteilung: „Im Jahre 1901 war der Gemeindewald von Seelbach rund 145 ha groß. Der Staatswald Kalteiche liegt in einer Höhenlage von 430 bis 579,3 m mit rund 283 ha = 23,5 % in der Gemeinde Seelbach.“ Durch den Ort fließt der Treisbach.

## Geschichte

### Ortsgeschichte
Seelbach wurde bekanntermaßen erstmals in einer Urkunde vom 2. Mai 1313 geschichtlich erwähnt. Im Jahre 1327 brachte Heinrich I. Graf von Nassau durch Kauf die Herrschaft über Seelbach an sich. 1769 gab es einen Großbrand, bei dem das ganze Dorf bis auf drei Häuser abbrannte.
1908 wurde die Freiwillige Feuerwehr gegründet. Zuvor bestand bereits eine Pflichtfeuerwehr. Eine moderne Schule wurde im Jahre 1914 eingeweiht, jedoch müssen seit 1982 alle Schulkinder nach Haiger. 1921 kam der elektrische Strom nach Seelbach. 1971 wurde ein neues Gemeindezentrum fertiggestellt, nachdem die alte Mehrzweckkirche wegen Baufälligkeit abgerissen wurde.
Im Jahr 1957 wurde Seelbach Landessieger bei „Unser Dorf soll schöner werden“, 1981 erhielt Seelbach die Bronzeplakette in Berlin.
Ehemalige Bergwerke
Siehe Liste von Bergwerken in Haiger
Hessische Gebietsreform (1970–1977)
Der Ort war bis zur Gebietsreform in Hessen eine politisch selbständige Gemeinde, die zur Unterscheidung von anderen Orten namens Seelbach und insbesondere dem rund 14 km entfernten Herbornseelbach den Namen Haigerseelbach trug. Die Eingemeindung durch das Gesetz zur Neugliederung des Dillkreises, der Landkreise Gießen und Wetzlar und der Stadt Gießen nach Haiger fand am 1. Januar 1977 statt. Ein Ortsbezirk nach der Hessischen Gemeindeordnung wurde für Seelbach nicht errichtet.

### Verwaltungsgeschichte im Überblick
Die folgende Liste zeigt die Herrschaftsgebiete und Staaten, in denen Seelbach lag, bzw. die Verwaltungseinheiten, denen es unterstand:
- vor 1739: Heiliges Römisches Reich, Grafschaft/Fürstentum Nassau-Dillenburg, Amt Dillenburg mit Gericht Haiger
- ab 1739: Heiliges Römisches Reich, Fürstentum Nassau-Diez, Amt Dillenburg mit Gericht Haiger
- 1806–1813: Großherzogtum Berg, Département Sieg, Arrondissement Dillenburg, Kanton Dillenburg
- 1813–1815: Fürstentum Nassau-Oranien, Amt Dillenburg mit Gericht Haiger
- ab 1816: Herzogtum Nassau[Anm. 1], Amt Dillenburg
- ab 1849: Herzogtum Nassau, Kreisamt Herborn[Anm. 2]
- ab 1854: Herzogtum Nassau, Amt Dillenburg
- ab 1867: Norddeutscher Bund[Anm. 3], Königreich Preußen, Provinz Hessen-Nassau, Regierungsbezirk Wiesbaden, Dillkreis[Anm. 4]
- ab 1871: Deutsches Reich, Königreich Preußen, Provinz Hessen-Nassau, Regierungsbezirk Wiesbaden, Dillkreis
- ab 1918: Deutsches Reich, Freistaat Preußen, Provinz Hessen-Nassau, Regierungsbezirk Wiesbaden, Dillkreis
- ab 1932: Deutsches Reich, Freistaat Preußen, Provinz Hessen-Nassau, Regierungsbezirk Wiesbaden, Landkreis Dillenburg
- ab 1933: Deutsches Reich, Freistaat Preußen, Provinz Hessen-Nassau, Regierungsbezirk Wiesbaden, Dillkreis
- ab 1944: Deutsches Reich, Freistaat Preußen, Provinz Nassau, Dillkreis
- ab 1945: Amerikanische Besatzungszone, Groß-Hessen, Regierungsbezirk Wiesbaden, Dillkreis
- ab 1946: Amerikanische Besatzungszone, Hessen, Regierungsbezirk Wiesbaden, Dillkreis
- ab 1949: Bundesrepublik Deutschland, Land Hessen, Regierungsbezirk Wiesbaden, Dillkreis
- ab 1968: Bundesrepublik Deutschland, Land Hessen, Regierungsbezirk Darmstadt, Dillkreis
- ab 1977: Bundesrepublik Deutschland, Land Hessen, Regierungsbezirk Darmstadt, Lahn-Dill-Kreis[Anm. 5]
- ab 1981: Bundesrepublik Deutschland, Land Hessen, Regierungsbezirk Gießen, Lahn-Dill-Kreis. Stadt Haiger

### Bevölkerung
Einwohnerstruktur 2011
Nach den Erhebungen des Zensus 2011 lebten am Stichtag dem 9. Mai 2011 in Seelbach 1251 Einwohner. Darunter waren 48 (3,8 %) Ausländer.
Nach dem Lebensalter waren 255 Einwohner unter 18 Jahren, 519 zwischen 18 und 49, 243 zwischen 50 und 64 und 234 Einwohner waren älter.
Die Einwohner lebten in 501 Haushalten. Davon waren 126 Singlehaushalte, 141 Paare ohne Kinder und 174 Paare mit Kindern, sowie 51 Alleinerziehende und 9 Wohngemeinschaften. In 105 Haushalten lebten ausschließlich Senioren und in 339 Haushaltungen lebten keine Senioren.
Einwohnerentwicklung
| Haigerseelbach: Einwohnerzahlen von 1834 bis 2017 | Haigerseelbach: Einwohnerzahlen von 1834 bis 2017 | Haigerseelbach: Einwohnerzahlen von 1834 bis 2017 | Haigerseelbach: Einwohnerzahlen von 1834 bis 2017 | Haigerseelbach: Einwohnerzahlen von 1834 bis 2017 |
| --- | ------------------------------------------------- | ------------------------------------------------- | ------------------------------------------------- | ------------------------------------------------- |
| Jahr |                                                   |                                                   |                                                   | Einwohner                                         |
| 1834 | 1834                                              |                                                   | 394                                               | 394                                               |
| 1840 | 1840                                              |                                                   | 418                                               | 418                                               |
| 1846 | 1846                                              |                                                   | 411                                               | 411                                               |
| 1852 | 1852                                              |                                                   | 399                                               | 399                                               |
| 1858 | 1858                                              |                                                   | 400                                               | 400                                               |
| 1864 | 1864                                              |                                                   | 390                                               | 390                                               |
| 1871 | 1871                                              |                                                   | 362                                               | 362                                               |
| 1875 | 1875                                              |                                                   | 360                                               | 360                                               |
| 1885 | 1885                                              |                                                   | 330                                               | 330                                               |
| 1895 | 1895                                              |                                                   | 364                                               | 364                                               |
| 1905 | 1905                                              |                                                   | 383                                               | 383                                               |
| 1910 | 1910                                              |                                                   | 388                                               | 388                                               |
| 1925 | 1925                                              |                                                   | 438                                               | 438                                               |
| 1939 | 1939                                              |                                                   | 469                                               | 469                                               |
| 1946 | 1946                                              |                                                   | 623                                               | 623                                               |
| 1950 | 1950                                              |                                                   | 640                                               | 640                                               |
| 1956 | 1956                                              |                                                   | 633                                               | 633                                               |
| 1961 | 1961                                              |                                                   | 669                                               | 669                                               |
| 1967 | 1967                                              |                                                   | 747                                               | 747                                               |
| 1970 | 1970                                              |                                                   | 836                                               | 836                                               |
| 1985 | 1985                                              |                                                   | ?                                                 | ?                                                 |
| 1995 | 1995                                              |                                                   | ?                                                 | ?                                                 |
| 2005 | 2005                                              |                                                   | 1.270                                             | 1.270                                             |
| 2011 | 2011                                              |                                                   | 1.251                                             | 1.251                                             |
| 2017 | 2017                                              |                                                   | 1.157                                             | 1.157                                             |
| Datenquelle: Historisches Gemeindeverzeichnis für Hessen: Die Bevölkerung der Gemeinden 1834 bis 1967. Wiesbaden: Hessisches Statistisches Landesamt, 1968. Weitere Quellen: LAGIS; nach 1970: Stadt Haiger; Zensus 2011 |                                                   |                                                   |                                                   |                                                   |

Religionszugehörigkeit
| • 1885: | 260 evangelische (= 78,79 %), keine katholischen und 70 andere (= 21,21 %) Christen             |
| • 1961: | 586 evangelische (= 87,59 %) und 76 katholische (= 11,36 %) Einwohner                           |
| • 2005: | 752 evangelische (= 57,58 %), 112 katholische (= 8,58 %) und 442 sonstige (= 33,84 %) Einwohner |
| • 2017: | 663 evangelische (= 54,30 %), 85 katholische (= 7,35 %) und 409 sonstige (= 35,35 %) Einwohner  |

## Wappen
Das Wappen von Seelbach zeigt die Pflanze Blutwurz. Dieses Symbol findet sich auf einem Neujahreneisen aus dem Jahr 1711. Das Wappen wurde im März 1974 genehmigt und im Staatsanzeiger vom 8. März 1974 veröffentlicht: "In Blau ein goldener Ring, darin eine goldene Blüte."

## Kultur und Sehenswürdigkeiten

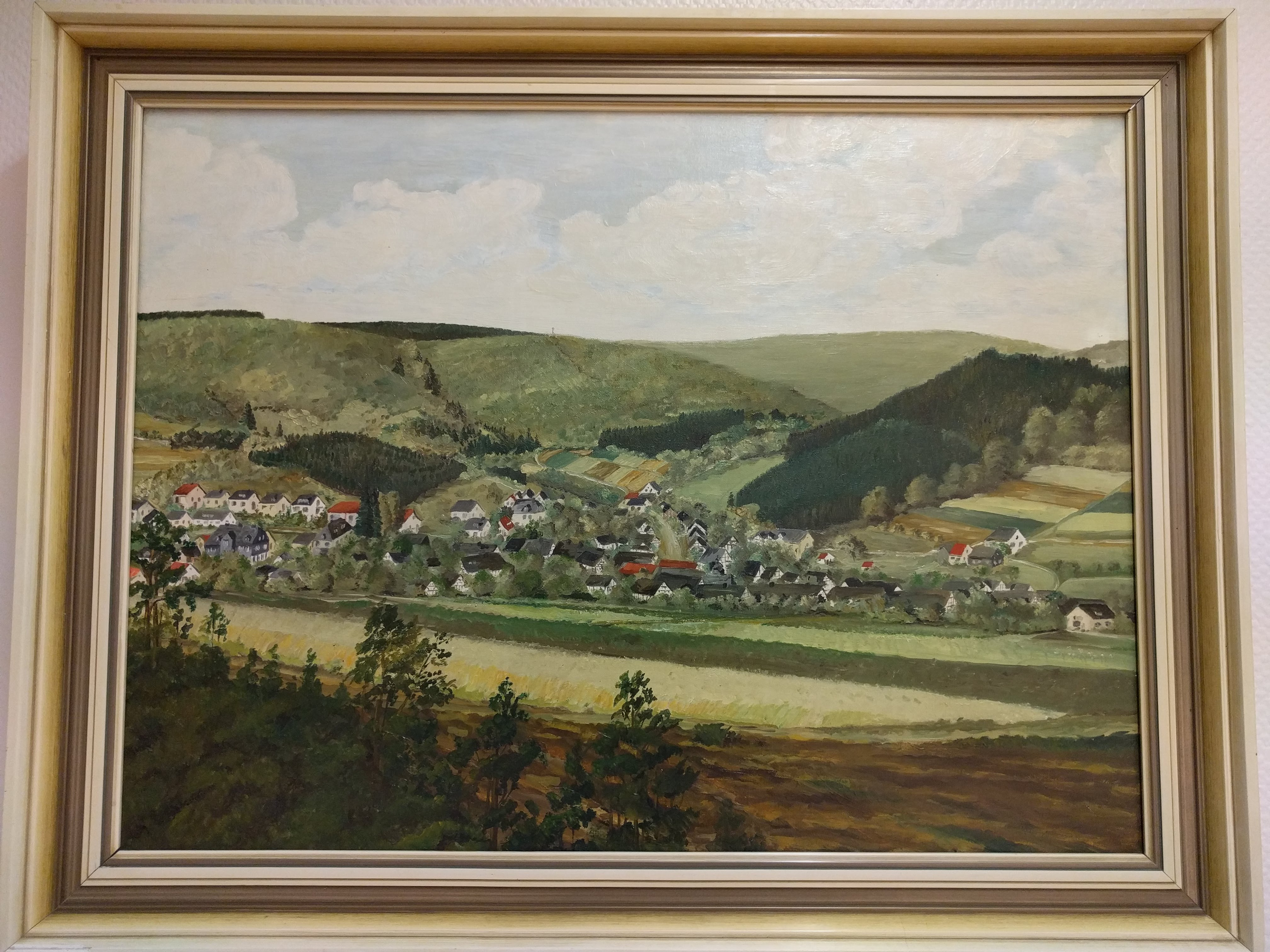
Das Gemälde "Haigerseelbach" von Arnold Franz. Ausgestellt im Dorfgemeinschaftshaus in Haigerseelbach.

### Sportverein
- SSV 1920 Haigerseelbach e. V.

### Das Spitzen- und Leinenmuseum
Das alte Rathaus des Dorfes beherbergt im 1. Stock eine komplette Sammlung zum Thema Leinen. Es wird der Weg von der Aussaat des Flachses bis zum fertig genähten und gemangelten Wäschestück gezeigt. Mittelpunkt der Ausstellung ist ein historischer Webstuhl. Im Dachgeschoss wird die elegante Seite des Flachs gezeigt, feinste Spitzen aus Leinen, Seide und Baumwollgarnen, in Handarbeit gefertigt.

### Der Backes
Das letzte Backes, das in Betrieb war, befindet sich im Erdgeschoss des alten Rathauses in der Dorfmitte. Heute wird es jährlich einmal durch den Verein für Dorf- und Landschaftspflege beim großen Backesfest genutzt. Es befinden sich hier zwei Backöfen. Früher wurde der große regelmäßig genutzt, der kleine hingegen nur bei Festtagen.

### Bronzeplakette „Unser Dorf soll schöner werden“
1982 wurde Seelbach die Bronzeplakette für den Bundeswettbewerb „Unser Dorf soll schöner werden“ überreicht. Von 5082 ursprünglichen teilnehmenden Gemeinden der Bundesrepublik war Seelbach einer der 32 ausgewählten Sieger. Zudem verlieh der Staatssekretär und spätere hessische Landesentwicklungsminister Jörg Jordan dem Dorf eine große Bronzetafel für langjährige, erfolgreiche Teilnahme am Dorfverschönerungswettbewerb. Diese Bronzetafel kann man sich heute noch am Wilhelmsplatz anschauen, wo sie auf einem Findling montiert wurde.

### Kulturdenkmäler
Siehe Liste der Kulturdenkmäler in Haiger-Seelbach

### Naturdenkmäler
Siehe Liste der Naturdenkmäler in Haiger-Seelbach

## Verkehr
Am einfachsten erreicht man Seelbach über die BAB 45 (Sauerlandlinie), Abfahrt Haiger/Burbach.